# Violet Cliff
Violet Hamilton Cliff (nascida Supple; Bath, Inglaterra, 2 de novembro de 1916 – Winchester, Inglaterra, 26 de março de 2003) foi uma patinadora artística britânica. Ela conquistou com Leslie Cliff duas medalhas de bronze em campeonatos mundiais e uma medalha de prata em campeonatos europeus. Violet e Leslie Cliff disputaram os Jogos Olímpicos de Inverno de 1936 representando a Grã-Bretanha, terminando na 7.ª posição.

## Principais resultados

### Com Leslie Cliff
| Jogos Olímpicos                                       |     |     | 7.ª               |                   |     |     |  |  |  |  |  |  |  |  |  |
| Campeonato Mundial                                    |     |     | Medalha de bronze | Medalha de bronze | 4.ª | 5.ª |  |  |  |  |  |  |  |  |  |
| Campeonato Europeu                                    | 4.ª | 7.ª | Medalha de prata  | 4.ª               |     |     |  |  |  |  |  |  |  |  |  |
|                                                       |     |     |                   |                   |     |     |  |  |  |  |  |  |  |  |  |
| Legenda: Competição não foi disputada nesta temporada |     |     |                   |                   |     |     |  |  |  |  |  |  |  |  |  |